# Akysis ephippifer
Akysis ephippifer är en fiskart som beskrevs av Ng och Kottelat, 1998. Akysis ephippifer ingår i släktet Akysis och familjen Akysidae. IUCN kategoriserar arten globalt som otillräckligt studerad. Inga underarter finns listade i Catalogue of Life.